# Kanton Caen-2
Kanton Caen-2 (fr. Canton de Caen-2) je francouzský kanton v departementu Calvados v regionu Normandie. Skládá se z pěti obcí a části obce Caen.

## Obce kantonu
- Authie
- Caen (část)
- Carpiquet
- Saint-Contest
- Saint-Germain-la-Blanche-Herbe
- Villons-les-Buissons